# M47 Dragon
M47 Dragon під час розробки відомий як FGM-77 — американський переносний протитанковий керований ракетний комплекс з керуванням з плеча. У 2001 році його було знято з військової служби США на користь нової системи FGM-148 Javelin.
M47 Dragon використовує систему дротяного наведення в поєднанні з кумулятивною протитанковою боєголовкою і здатний вражати бронетехніку, укріплені бункери, основні бойові танки та інші захищені цілі. Хоча в першу чергу він був створений для ушкодження радянських танків Т-55, Т-62 і Т-72, по при це він використовувався навіть у 1990-х роках, беручи участь у війні в Перській затоці. Збройні сили США офіційно зняли з експлуатації цю зброю в 2001 році. Сполучені Штати знищили останні запаси ракети в 2009 році. Дана система озброєння залишається на службі в інших військових у всьому світі.

## Історія
У 1959 році Командування ракетних військ армії США запропонувало розробити важку штурмову зброю середньої дальності.
У 1960 році армія США розпочала програму MAW (середня протитанкова зброя) за пропозицією Дугласа. У 1966 році компанія «Дуглас» отримала контракт на розробку XM47. У 1967 році XM47 була перейменована на FGM-77 та FTM-77 (FTM-77 - навчальна версія). Перше випробування ракети відбулося в грудні 1967 року, а 5 липня 1968 року відбувся перший постріл в реальних умовах (з бойовою частиною, системою наведення і пусковою установкою).
Ракети M47 Dragon, що використовуються армією США, морською піхотою США, а також багатьма іноземними збройними силами, були вперше поставлені на озброєння в січні 1975 року солдатам армії США, дислокованим в континентальній Європі. У квітні 1981 року розгортання базової версії Dragon в армії було завершено. Спочатку армія розгорнула Dragon як зброю для підрозділів, в кожному стрілецькому підрозділі був фахівець з протитанкової боротьби, який носив зброю .
Реорганізація 1990-х років призвела до переміщення «Драконів», і механізована піхота отримала по дві пускові установки на відділення . Піхотні, повітряно-десантні та десантно-штурмові підрозділи отримали по парі ПТРК з двох чоловік у складі взводного відділення, в той час як підрозділи легкої піхоти (шість команд) та рейнджерів (три команди) тримали свої «Дракони» на рівні роти .
На службі в Корпусі морської піхоти США «Дракон» був сконцентрований на рівні батальйону в спеціальному ракетному взводі з 32 командами «Драконів». Взвод був організований з чотирьох відділень, кожне з яких складалося з чотирьох відділень по дві команди з 2 чоловік .

## Система наведення
M47 Dragon використовує так звану систему наведення «tracking control assembly» (TCA), яка раніше використовувалася на ракетах TOW і Shillelagh. З цією системою все, що потрібно від піхотинця - це дивитися в підсилювальний оптичний приціл і тримати його точно наведенним на ціль.
В цей час друга електрооптична система, встановлена паралельно прицілу, візуально приймає теплове випромінювання (зазвичай інфрачервоне) від піротехнічної системи, розташованої на хвості ракети, і фокусує його на чутливому приймачі/локаторі. Комп'ютер безперервно вимірює положення джерела тепла (ракети) по відношенню до лінії візування, зафіксованої на прицілі, будь-яке відхилення автоматично викликає потрібний сигнал корекції, який, в свою чергу, передається по дротах (що з'єднують ракету з пусковою установкою), і це без будь-якого втручання оператора.